# Jägerhof (Bergisch Gladbach)
Jägerhof ist ein Ortsteil im Stadtteil Hebborn der Stadt Bergisch Gladbach  im Rheinisch-Bergischen Kreis.

## Lage und Beschreibung
Der Ortsteil Jägerhof ist eine Siedlung an der heutigen gleichnamigen Straße, die von der Alten Wipperfürther Straße (Bundesstraße 506) abgeht. Die Ortslage bildet mit der umliegenden Bebauung einen geschlossenen Siedlungsbereich, so dass sie nicht mehr eigenständig in Erscheinung tritt.

## Geschichte
Der Jägerhof ist eine Siedlung aus dem 19. Jahrhundert. Zu dieser Zeit war die Ortslage Teil der Bürgermeisterei Bergisch Gladbach im preußischen Kreis Mülheim am Rhein. Der Ort ist auf der Preußischen Neuaufnahme von 1892 sowie auf späteren Messtischblättern regelmäßig als Jägerhof oder ohne Namen verzeichnet.
| Jahr | Einwohner | Wohn- gebäude | Kategorie |
| ---- | --------- | ------------- | --------- |
| 1885 | 31        | 6             | Wohnplatz |
| 1895 | 46        | 8             | Wohnplatz |
| 1905 | 68        | 8             | Wohnplatz |

Während dieser Zeit war der Jägerhof Teil der Pfarre Paffrath.